# 1679
1679 (MDCLXXIX) е обикновена година, започваща в неделя според григорианския календар и обикновена година, започваща в сряда според юлианския календар. Тя е 1679-ата година от новата ера, шестстотин седемдесет и деветата от второто хилядолетие и десетата от 1670-те.

## Родени
- 16 октомври – Ян Дисмас Зеленка, чешки композитор

## Починали
- Ян Стен, холандски художник
- 4 декември – Томас Хобс, английски философ